# Why He Told
Why He Told è un singolo del rapper statunitense King Von, pubblicato il 24 luglio 2020 da Only the Family Entertainment e EMPIRE Distribution come sesto estratto dal suo primo album in studio Welcome to O'Block.

## Descrizione
Nel brano, Von racconta di come un suo amico lo abbia tradito facendo da spia all'FBI.

## Video musicale
Il video musicale è stato pubblicato in concomitanza con l'uscita del singolo e mostra Von che canta guardando il discorso tra gli agenti federali e il suo amico.

## Tracce
1. Why He Told – 3:08 (testo: Dayvon Bennett – musica: Chopsquad DJ)